# Peperomia columella
Peperomia columella es una especie de planta de flores de la familia Piperaceae, endémica de las zonas desérticas del oeste de Sudamérica. Posee la característica distintiva de tener 'ventanas epidérmicas', algo poco común en las xerófilas fuera de África.

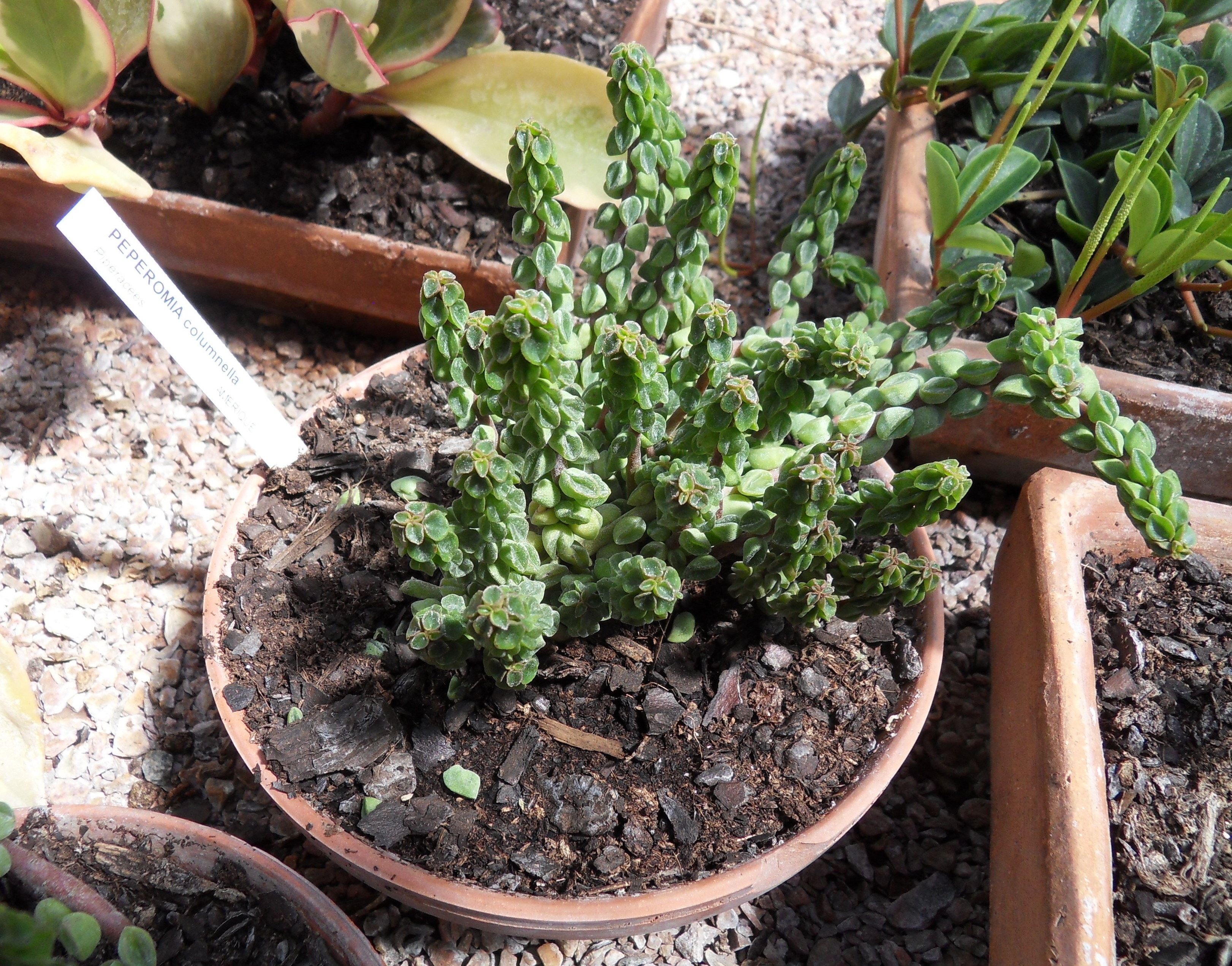
Cutivada como planta de jardín junto a otras peperomias.